# کارولین بوردو
کارولین جردن بوردو (متولد ۳ ژوئن 1970) یک سیاستمدار و مربی آمریکایی است که از سال ۲۰۲۱ تا ۲۰۲۳ به عنوان نماینده ایالات متحده از ناحیه هفتم کنگره جورجیا خدمت کرد او که یکی از اعضای حزب دموکرات بود. او از سال ۲۰۰۳ تا ۲۰۲۱ استاد مدرسه سیاست عمومی اندرو یانگ در دانشگاه ایالتی جورجیا بود.
بوردو اهل روانوک، ویرجینیا است. او دختر رابرت باب مونتگومری بوردو و جری جردن (نیه الیس) بوردو است. او در رشته تاریخ و اقتصاد از دانشگاه ییل فارغ‌التحصیل شد. او در سال ۲۰۰۳ مدرک کارشناسی ارشد مدیریت دولتی از دانشگاه کالیفرنیای جنوبی و دکترای مدیریت دولتی را از دانشکده شهروندی و امور عمومی ماکسول در دانشگاه سیراکیوز دریافت کرد.